# Wallfahrtskirche Heiligenbronn (Waldachtal)

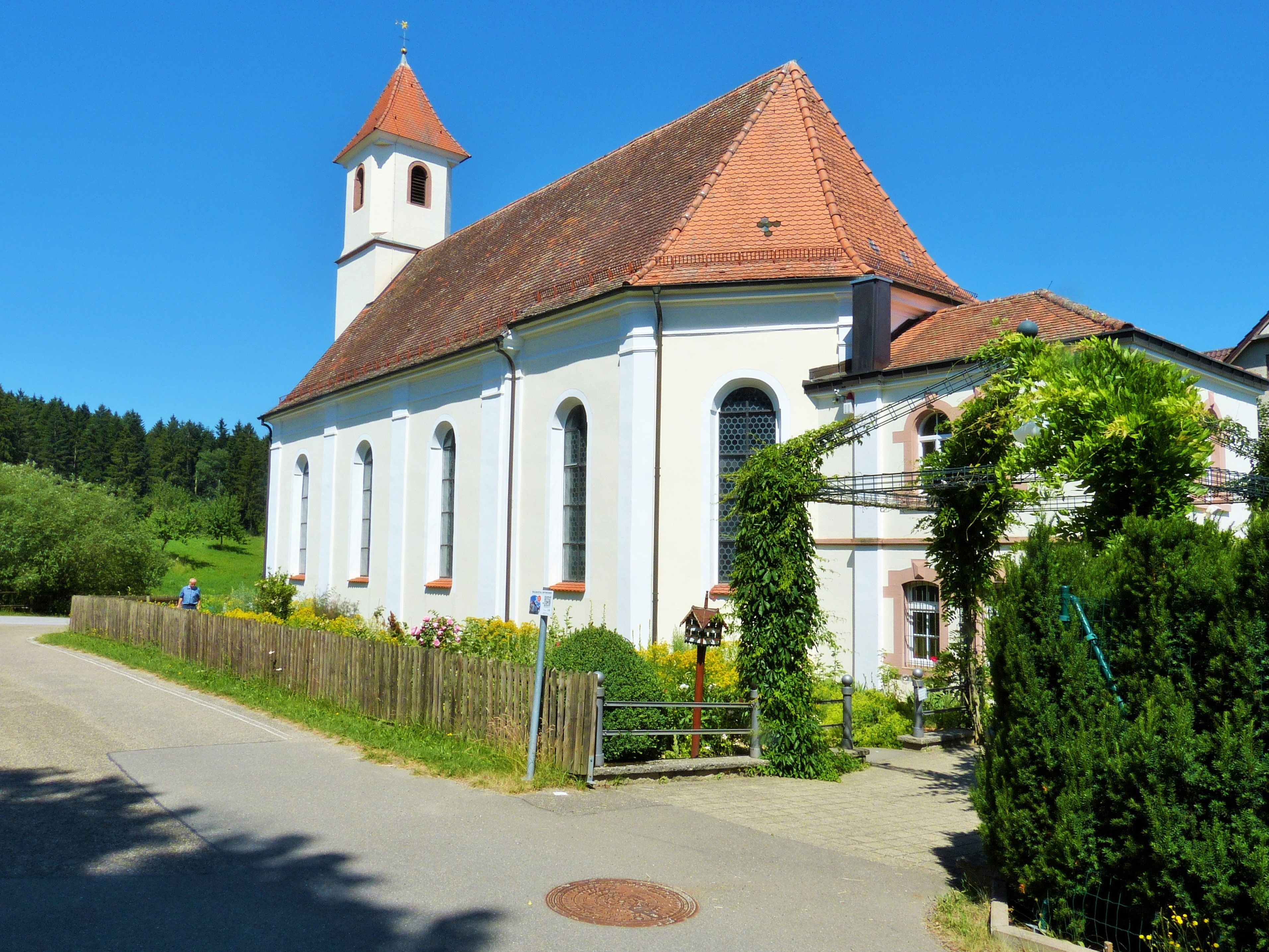
Wallfahrtskirche Zur Schmerzhaften Muttergottes Heiligenbronn

Die Wallfahrtskirche Heiligenbronn liegt im Weiler Heiligenbronn der Ortschaft Salzstetten in der Gemeinde Waldachtal. Der Ort, der 1356 erstmals urkundlich erwähnt wurde, ist bekannt für seine Wallfahrtskirche und ehemalige Klosterkirche Zur Schmerzhaften Mutter Gottes.
Die Wallfahrtskirche in Heiligenbronn im Waldachtal wurde im Jahr 1747 erbaut und geweiht. Der Ortsname Heiligenbronn stammt vom Heiligen Bronnen, einer Quelle direkt neben der Kirche.
Bei dem Kloster handelte es sich um eine Filiale des Klosters Heiligenbronn bei Schramberg.

## Weblink
- September 2017: Dekanatswallfahrt nach Heiligenbronn (Waldachtal) (kloster-heiligenbronn.de, mit Informationen zur Wallfahrtskirche und Geschichte)